# Lilla Båtsholmen
Lilla Båtsholmen ist eine zu Schweden gehörende Insel im Stockholmer Schärengarten.
Die Insel gehört zur Gemeinde Vaxholm und liegt südlich der Insel Tynningö. Westlich liegen Kalvholmen sowie Kalvhuvudet und Stinasgrundet, östlich Stora Båtsholmen. Südlich von Lilla Båtsholmen verläuft die Schiffsroute von der Ostsee nach Stockholm.
Lilla Båtsholmen erstreckt sich von Westen nach Osten über etwa 130 Meter bei einer Breite von bis zu etwa 50 Metern. Die Insel ist mit mehreren Gebäuden bebaut und baumbestanden. Auf der Nordseite befindet sich ein Schiffsanleger.
Koordinaten: 59° 23′ N, 18° 22′ O